# Karol Olszewski (powstaniec listopadowy)
Karol Olszewski – podporucznik 11. Pułku Piechoty Liniowej w powstaniu listopadowym. Wzięty do niewoli rosyjskiej, zesłany do Kotelnicza w guberni wiackiej.